# Jesús Oliver i Salas
Jesús M. Oliver i Salas (Barcelona, 31 d'octubre de 1948), nascut al barri de Gràcia, és monjo cistercenc del Reial Monestir de Santa Maria de Poblet, sacerdot i llicenciat en teologia per la Universitat de Friburg (Suïssa) (1977).
D'ençà que va entrar a Poblet, el P. Jesús M. Oliver ha compaginat la seva vocació monàstica amb la recerca sobre història de l'art cistercenc i medieval català, esdevenint-ne un veritable especialista. Durant molts anys ha tingut cura de documentar els projectes de restauració realitzats al seu monestir, d'assessorar els arquitectes i els tècnics i de col·laborar amb les exposicions que sol·licitaven obres d'art del monestir de Poblet.
És autor de nombrosos llibres, articles i ponències sobre Poblet i l'arquitectura cistercenca, i membre del consell de redacció de la revista Poblet.